# 中川原町 (池田市)
中川原町（なかがわらちょう）は、大阪府池田市にある地名である。丁番をもたない単独町名である。郵便番号は 563-0013 である。当地域の人口は、2017年12月末時点で 374 人である（池田市市民生活部総合窓口課の資料による）。面積は、2018年3月末時点で 0.702 平方キロメートルである（池田市市長公室広聴文書課の資料による）。

## 地理
池田市の北西部、五月山の北側の麓に位置する。北から東にかけては、東山町と接しており、南東は、畑三丁目と接している。南は、木部町と接しており、西から北西にかけては、古江町と接している。
木部町、古江町、吉田町に飛び地がある。畑三丁目との境を、五月山ドライブウェイが通っている。当地域の西部を余野川が南西流しており、中川原橋が架橋されている。同河川の左岸沿いを国道423号が通っている。当地域は、池田市立ほそごう学園の校区に含まれる。当地域を含む細河地域は、市街化調整区域に指定されている。

## 歴史
1042年（長久3年）の『摂州細川荘大絵図』には、「中河原」との表記が見られる。鎌倉時代には摂津国豊島郡北条の仲川原村として存在していた。江戸時代には摂津国豊島郡中川原村として存在していた。江戸期以降、植木の栽培地および集散地として知られ、とりわけナンテンの栽培が多く行われている。集められた植木は、大坂の天満の植木商へ送られた。1871年（明治4年）、中川原村が大阪府の所属となる。1874年（明治7年）、細郷小学校（後の細河小学校）が498番地に創設される。1889年（明治22年）、中川原村が細河村中川原となる。
1935年（昭和10年）、細河村中川原が池田町中川原となる。1939年（昭和14年）、池田町中川原が池田市中川原となる。1944年（昭和19年）、池田市中川原が池田市中川原町となる。1945年（昭和20年）2月頃より、東山町から当地域にかけての五月山の山麓部に、横穴式の魚雷格納庫が海軍設営隊によって建設された。1948年（昭和23年）、細河幼稚園が498番地に開園される。1969年（昭和44年）、中川原町、畑三丁目および木部町にまたがる敷地に、五月山霊園が開設される。1991年（平成3年）4月、大阪北部農業協同組合細河支店前にまち角の図書館の4号館が設置される。

## 施設
- 細河園芸センター[3]
- 大阪北部農業協同組合 細河支店[3]
- 池田細河郵便局[18]